# Kovjoki järnvägsstation

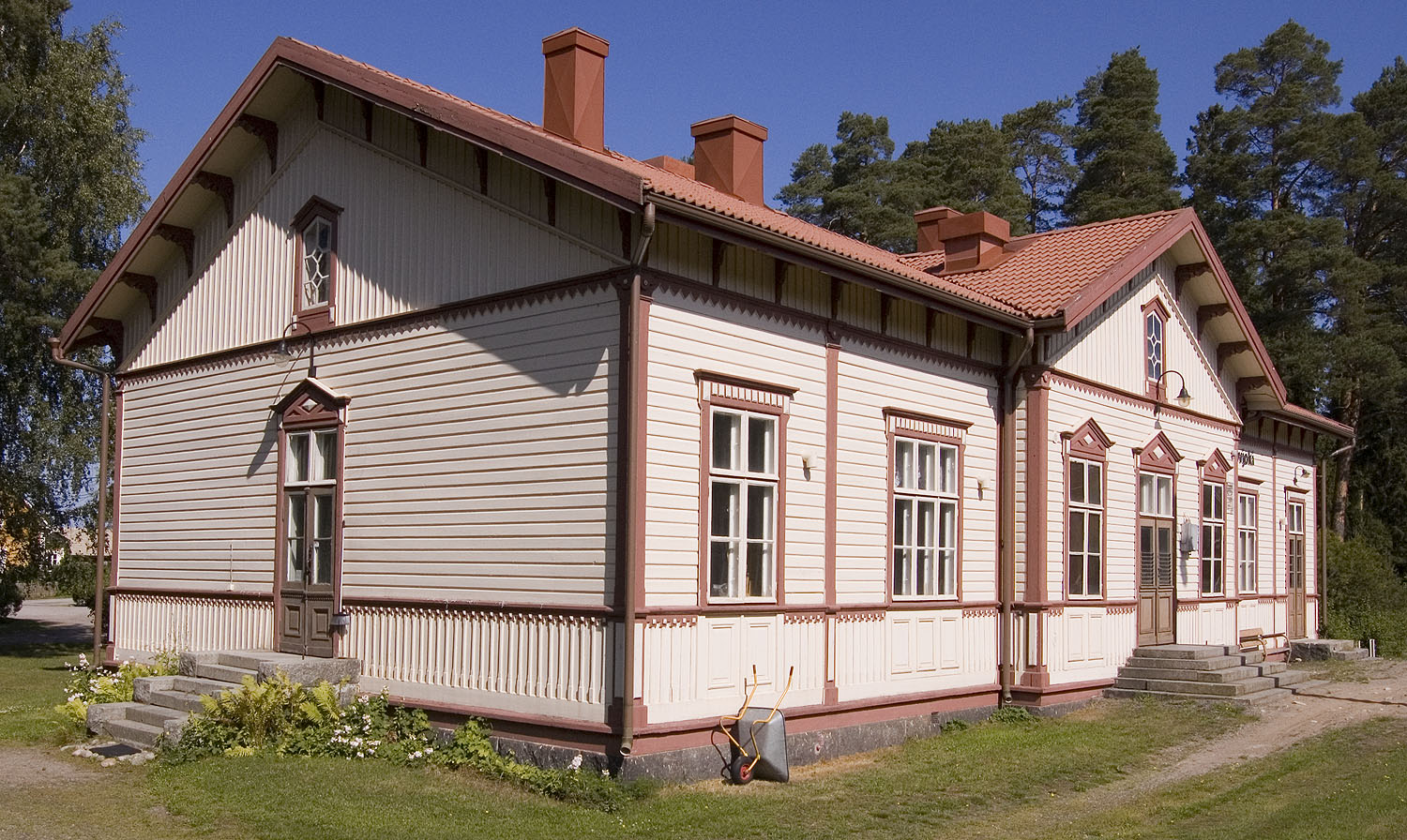
Kovjoki järnvägsstation

Kovjoki järnvägsstation är en järnvägsstation på Österbottenbanan i Kovjoki i den finländska kommunen Nykarleby i svenska Österbotten. Stationsbyggnaden byggdes 1885 efter ritningar av Knut Nylander och har numera endast museitrafik. Mellan åren 1903-1916 och 1946-1982 var stationen en järnvägsknut. 